# Poland 4 Ramones. Tribute to Ramones
Poland 4 Ramones. Tribute to Ramones – album muzyczny wydany w Polsce przez wydawnictwo ZIMA. Miało to miejsce w 2010 r. Składanka muzyczna prezentuje utwory zespołu Ramones wykonane przez polskie zespoły muzyczne ze sceny niezależnej, reprezentujące takie punk rock i folk rock. Jest to tribute album stanowiący hołd dla legendarnej kapeli punkowej.

## Historia, idea, nagrania
Album muzyczny „Poland 4 Ramones. Tribute to Ramones” został wydany w 2010 r. przez wytwórnię muzyczną ZIMA (Zima Records), w Polsce. Nagrań dokonano w studiu nagraniowym MAQ Records z Wojkowic, a tłoczenie płyt zostało wykonane przez firmę GM Records (identyfikator albumu 0804252410) z Warszawy.
Sam pomysł zrodził się na początku roku 2010, a jego realizację rozpoczęto w kwietniu tegoż roku. Początkowo do zestawienia skompletowano utwory zespołów, które miały już takie opracowania w swoim repertuarze. Były to następujące zespoły: Dumbs, Farben Lehre, Bulbulators, Cela nr 3, Armia, Włochaty, The Headhunters i Disorient. Później dołączyły do nich także inni wykonawcy, którzy zarazili się entuzjazmem i przystąpili do pracy. Nowe nagrania powstawały od kwietnia do września 2010 r.. Ideą przewodnią tego albumu było wykonanie i nagranie wybranych utworów zespołu The Ramones, który uznawany jest za jeden z najważniejszych zespołów muzycznych na świecie. Łącznie zadania tego podjęło się dwadzieścia zespołów muzycznych z Polski, należących do czołówki szeroko definiowanego rodzimego punk rocka. Covery wykonywane przez niektórych wykonawców znalazły się w ich repertuarze i znane są także z innych albumów, ale niektóre aranżacje przygotowane zostały specjalnie dla tej publikacji. Tak opracowany i skonstruowany album stał się hołdem dla kapeli będącej niewątpliwie gwiazdą muzyczną światowego formatu. I był to w Polsce pierwszy tribute album dla zespołu The Ramones. Kolejny pojawił się w 2017 r. pod tytułem „Ramones Maniacs Poland”.
Premiera albumu została specjalnie ustalona na dzień 28.10.2010 r. W tym bowiem dniu, w Krakowie (klub Lochness) odbył się koncert Markyego Ramona (Marky Ramone’s Blitzkrieg), który uznany został za świetną okazję do prezentacji i rozpoczęcia dystrybucji tego wydawnictwa. Jako support zagrał wówczas zespół Dumbs, który wówczas był w Polsce jednym z najmocniej osadzonym w stylistyce i nurcie „ramonesowym”.

## Album
Jest to album kompilacyjny. Jego ścieżkę dźwiękową zamieszczono na nośniku danych w postaci jednej płyty kompaktowej, umieszczonej w standardowym opakowaniu typu digipack. Został on wydany przez wytwórnię muzyczną ZIMA (Zima Records). Jego dystrybucją zajmowała się firma RockersPro. Do albumu przypisane są następujące identyfikatory i oznaczenia: Matrix / Runout: 0804252410 MSCD 691 Poland4Ramones, Mastering SID Code: IFPI LT57, Mould SID Code: IFPI Z973. Zawiera 20 utworów muzycznych wykonanych przez 20 wykonawców. Czas trwania nagrań wynosi 46 minut i 14 sekund.

## Wykonawcy
W albumie znalazły się utwory dwudziestu polskich wykonawców muzycznych. Są to następujące zespoły: ADHD Syndrom, Armia, Bulbulators, Cela nr 3, The Coiots, The Cuffs, De Łindows, Disorient, Dumbs, Farben Lehre, The Headhunters, P.D.S., Pils, Plebania, Rockatanski, Schizma 90, Tife Tife, WC, Whitman, Włochaty. Każdy z wymienionych wykonawców ma zamieszczony na składane po jednym utworze muzycznym. Utwory te przez poszczególnych wykonawców śpiewane są albo z tekstem w języku angielskim, albo z własnym tłumaczeniem na język polski.

## Utwory
| lp. | Wykonawca       | tytuł                               | tytuł coveru                        |
| --- | --------------- | ----------------------------------- | ----------------------------------- |
| 1   | Farben Lehre    | Blitzkrieg Bop                      | Blitzkrieg Bop                      |
| 2   | Armia           | Sheena Is a Punk Rocker             | She Is A Punkrocker                 |
| 3   | Bulbulators     | Here Today, Gone Tomorrow           | Wczorajsza Miłość                   |
| 4   | Cela Nr 3       | Ramona                              | Ramona                              |
| 5   | Włochaty        | Bonzo Goes To Bitburg               | Bonzo Rusza Na Bitburg              |
| 6   | The Cuffs       | I Just Want To Have Something To Do | I Just Want To Have Something To Do |
| 7   | ADHD Syndrom    | Animal Boy                          | Wściekły gość                       |
| 8   | Schizma 90      | I Got A Lot To Say                  | Mam wiele do powiedzenia            |
| 9   | The Headhunters | Pet Sematary                        | Pet Sematary                        |
| 10  | WC              | R.A.M.O.N.E.S.                      | R.A.M.O.N.E.S.                      |
| 11  | Pils            | Let's Go                            | Naprzód                             |
| 12  | Whitman         | Endless Vacation                    | Wieczne wakacje                     |
| 13  | De Łindows      | Pet Sematary                        | Pet Sematary                        |
| 14  | P.D.S.          | Crusher                             | Pucian                              |
| 15  | Tife Tife       | I Believe in Miracles               | Wierzę w cuda                       |
| 16  | Disorient       | Teenage Lobotomy                    | Teenage Lobotomy                    |
| 17  | Dumbs           | Come On Now                         | Come On Now                         |
| 18  | The Coiots      | California Sun                      | Silesia Sun                         |
| 19  | Rockatanski     | Outsider                            | Outsider                            |
| 20  | Plebania        | Endless Vacation                    | Inter-tribal Song                   |

## Odbiór, opinie i oceny

### Odbiór i oceny
Przygotowane przez polskie zespoły aranżacje utworów grupy The Ramones, zamieszczone w tym albumie, oceniane są jako bardzo dobrze opracowane covery, których brzmienie z jednej strony zachowuje zasadniczy klimat i stylistykę legendarnego zespołu, a równocześnie każdy z nich zawiera charakterystyczne elementy muzycznego image danej kapeli. Są to więc utwory opracowane ze szczególną starannością i zaangażowaniem. W opiniach o albumie jako całości podkreśla się, że udane kompozycje o ostrych brzmieniach gitarowych to nie tylko mocny punk rock, przy którym nie można się nudzić, ale także przekaz z wyraźną nutką nostalgii za latami 80. XX wieku.
Nie wszystkie opinie są jednak tak entuzjastyczne i jednoznacznie pozytywne. Jeden z recenzentów kolejnego polskiego tribute albumu zespołu The Ramones i jak sam przyznaje fan jego twórczości, uważa iż „Poland 4 Ramones” pozostawił niedosyt, a poza kilkoma dobrymi coverami, poziom tej pierwszej składanki był mocno nierówny i wielu nagraniom brakuje lekkości oraz przebojowości.
Pod względem muzycznym kompozycje zaliczane są do gatunku muzycznego jakim jest rock, w szczególności do jego nurtu punk rock i folk rock.
Album w serwisie internetowym Discogs otrzymał ocenę, według stanu na marzec 2023 r. – (Avg Rating):  (3.75/5 przy 4 oceniających).

### Opinia Wojciecha Wojdy
Wojciech Wojda, założyciel, wokalista i lider zespołu Farben Lehre, który zamieścił w tym albumie własne wykonanie utworu „Blitzkrieg Bop”, w swojej wypowiedzi dotyczącej zespołu i twórczości The Ramones podkreśla, że jest on jedną z najbardziej ponadczasowych grup muzycznych w ramach całej sceny rockowej, docenianej między innymi za niezwykle melodyjne, pełne pozytywnej energii, a przy tym proste kompozycje muzyczne, które wytyczały szlaki dla całej rzeszy punkrockowych kapel. Dlatego ich twórczość miała duży wpływ także na sam zespół Farben Lehre, który w swoim repertuarze, oprócz zamieszczonego w tym zestawieniu utworu, wykonywał także i inne ich  kompozycje, takiej jak „Somebody Put Something in My Drink” czy „Crummy Stuff”.

### Wyróżniające się covery
Odbiór każdego z utworów niesie określone spojrzenie, które pozwala na scharakteryzowanie poszczególnych wykonań:
- „Blitzkrieg bop” (Farben Lehre): utwór otwierający zestawienie, podobnie jak w debiutanckim albumie Ramones z 1976 r., wersja odświeżona i o nieco mniej surowym brzmieniu
- „She is a punkrocker” (Armia, tytuł oryginału „Sheena is a punkrocker”): wykonany w języku polskim, gęste brzmienie i punkowa jazda bez trzymanki, utwór z płyty „Rocket to Russia” z 1977 r.
- „Wczorajsza miłość” (Bulbulators, tytuł oryginału „Here today, gone tomorrow”): w stosunku do oryginalnego utworu wykonana w znacznie szybszym tempie, zwraca uwagę wersja polska tekstu z nieco przesłodzonymi wersami, utwór z płyty „Rocket to Russia” z 1977 r.
- „Ramona” (Cela nr 3): prostota utworu, z prostym przekładem na język polski i z klimatem zachowanym z oryginału, utwór z płyty „Rocket to Russia” z 1977 r.
- „Bonzo Rusza Na Bitburg” (Włochaty, tytuł oryginału „Bonzo goes to Bitburg”): bardzo dobre brzmienie kompozycji, niezły tekst w języku polskim, jedna z „jaśniejszych” pozycji w zestawienia, utwór z płyty „Animal Boy”
- „I just want to have something to do” (The Cuffs): również świetne brzmienie tego numeru, w kompozycji muzycznej pojawiają się brzmienia kojarzące się z muzyką metalową
- „Wściekły gość” (ADHD Syndrom, tytuł oryginału „Animal boy”): wykonanie utworu pełne ekspresji z bardzo autentycznym brzmieniem „wściekłych” gitar, dobry, agresywny tekst, podsumowaniem opinii dotyczącej tego wykonania jest stwierdzenie prawdziwe muzyczne ADHD
- „Mam wiele do powiedzenia” (Schizma 90, tytuł oryginału „I got a lot to say”): hardcorowo czyli szybko, krótko, wściekle, agresywnie
- „Pet Sematary” (The Headhunters): utwór z płyty „Brain Drain” z 1989 r., a sama muzyka znalazła się w filmie nakręconego na podstawie powieści autorstwa Stephena Kinga
- „R.A.M.O.N.E.S.” (WC): bardzo klasycznie, w stylu polskiego punka[31].

Inne wyróżniające się wykonania to „Pet sematary” (De Łindows) z gościnnym występem Karoliny Duszkiewicz, wokalistki CF98, „Wierzę w cuda” (Tife Tife, tytuł oryginału „I believe in miracles”) z ciekawym, żeńskim wokalem, „Outsider” (Rockatanski) za gitarowy, akustyczny wstęp oraz „Inter-tribal song” (Plebania, tytuł oryginału „Endless vacation”) wykonany w wersji etnicznej (folk rockowej).

## Tytuł
Tytuł albumu opisany na jego okładce składa się z dwóch części. Pierwszy napis w postaci graficznego logo zawiera w tle duży znak cyfry „4” w kolorze czarnym, a przed nim napis składający się z dwóch słów: „POLAND” i poniżej „RAMONES”, zapisanych jedno pod drugim, kapitalikami, o barwie żółtej. Podobne logo, z tym że cyfra ma kolor czerwony, znajduje się na samym krążku. Natomiast u dołu strony znajduje się napis „tribute to ramones”, pisany w całości małymi literami, również w barwie żółtej. Ponadto na jednej ze stron we wkładce znajduje się informacja: płyta „poland 4 ramones” jest naszym hołdem dla The Ramones (wielkość liter zgodna z oryginałem). Pierwsza część tytułu „Poland 4 Ramones” oznacza „Poland for Ramones”, czyli Polska dla Ramones.
Z tego względu tytuł, nazwa własna, określenie albumu „Poland 4 Ramones” bywają różnie zapisywane w konkretnych opracowaniach, przykładowo:
- „Poland 4 Ramones”[18][31]
- „Tribute To Ramones”[16]
- „Poland 4 Ramones - Tribute To Ramones”[42]
- „Poland 4 Ramones: Tribute To Ramones”[1]
- „Poland 4 Ramones (Tribute to Ramones)”[2]
- „Poland Four Ramones (Tribute To Ramones)”[43]
- „Poland Ramones - Tribute To Ramones”[44]
- Poland4Ramones Tribite to Ramones[6].